# Robert J. Harris
Pour les articles homonymes, voir Robert Harris.
Œuvres principales
- Série Young Heroes

Robert J. Harris, né en 1955 à Dundee en Écosse, est un enseignant et écrivain écossais de fantasy pour la jeunesse. Il est le créateur du jeu de cartes sur plateau Talisman.

## Œuvres

### SérieThe Artie Conan Doyle Mysteries
1. (en) Artie Conan Doyle and the Scarlet Phantom, 2019

### SérieYoung Heroes
Cette série est coécrite avec Jane Yolen.
1. (en) Odysseus in the Serpent Maze, 2001
2. (en) Hippolyta and the Curse of the Amazons, 2002
3. (en) Atalanta and the Arcadian Beast, 2003
4. (en) Jason and the Gorgon's Blood, 2004

### Romans indépendants
- (en) Prince Across the Water, 2004Écrit avec Jane Yolen.
- (en) The Day the World Went Loki, 2013